# ابواسحاق اطعمه
شیخ ابواسحاق احمد بن حلاج اطعمه، معروف به بسحاق اطعمه، شاعر پارسی‌گوی نیمهٔ دوم سدهٔ هشتم و سدهٔ نهم بود.
او در نیمه دوم سده هشتم هجری قمری در شیراز متولد گردید. چون به شغل پنبه‌زنی اشتغال داشت به حلاج معروف بود. شیخ بسحق اشعار خود را در احوال انواع اغذیه و خوراکی‌ها سروده و به همین سبب او را اطعمه لقب داده‌اند.

## اشعار بسحق
ابواسحاق اطعمه، مبتکر شعر اطعمه و اشربه است که یکی از بدیع‌ترین انواع ادبی قرن نهم می‌باشد و آن شعری است هزل‌آمیز و طنزگونه و غالباً در جواب به اشعارِ شعرای پیشین و تضمین ابیات آنان. دکتر سیروس شمیسا در کتاب انواع ادبی از این شعر با عنوان پارودی (parody) یعنی تقلید طنزآمیز از نمونه‌های معروف ادب یاد می‌کند. این نوع شعر با این وسعت تا زمان ابواسحاق اطعمه سابقه نداشته و پس از او نیز کمتر شاعری راه او را دنبال کرده‌است.
بسحق را از مقلدان عبید زاکانی شاعر مبتکر در شیوهٔ هزل و طنز دانسته‌اند ولی براون بسحق را در هزل بر عبید ترجیح داده است.
بسحق اغلب اشعار خود را در استقبال و تضمین اشعار شعرای پیشین مانند: فردوسی، سعدی، امیرخسرو دهلوی، حافظ، سلمان ساوجی، کمال خجندی، عراقی، مولوی و عماد فقیه سروده است. ذوق، ابتکار و استعداد او در شیوهٔ معرفی غذاهای ایرانی، شیخ را در قلمرو زبان فارسی به شهرت رسانید.
کسانی چون: نظام‌الدین احمد اطعمه، مولانا نظام‌الدین محمود بن امیراحمد قاری یزدی، تقی دانش ملقب به حکیم سوری، عبدالقادر خواجه سودا در سبک مقلد او بوده‌اند. بسحق را با ژوزف دبرشو شاعر فرانسوی که اشعارش دربارهٔ خوش‌خوارکی است از لحاظ سبکی هم‌طراز دانسته‌اند.

## شیخ بسحق و شاه نعمت‌الله ولی
بسحق بعضی از غزلیات شاه نعمت‌الله ولی را استقبال نموده و چند بار نیز او را ملاقات کرده‌است.
شاه نعمت‌الله گوید:
| گوهر بحر بی‌کران مائیم  |  | گاه موجیم و گاه دریائیم  |
| ما از آن آمدیم در عالم |  | تا خدا را به خلق بنماییم |

شیخ بسحق گفته است:
| رشته لاک معرفت مائیم   |  | گه خمیریم و گاه بغرائیم   |
| ما از آن آمدیم در مطبخ |  | که به ماهیچه قلیه بنمائیم |

شاه نعمت‌الله به دعوت حاکم فارس، میرزا اسکندر بن عمر، به شیراز آمد و بسحق که از مریدان وی بود به دیدار مراد خود شتافت. نعمت‌الله‌ولی روی به بسحق نمود و گفت: رشته لاک معرفت شمائید؟ بسحق در پاسخ اظهار کرد: ما نمی‌توانیم از الله بگوئیم، از نعمت ِالله می گوئیم.
در ملاقاتی دیگر شاه نعمتالله از او سؤال می‌کند: دیگر چه گفته‌اید؟ بسحق جواب می‌دهد:
| حکایت عدس و سفرهٔ خلیل‌الله |  | زمن بپرس که مداح نعمت‌الله‌ام |

## آثار شیخ بسحق اطعمه
دیوان اطعمه به نام کنزالاشتها برای اولین بار توسط میرزا حبیب اصفهانی بر اساس نسخه خطی مورخ ۹۷۰ موجود در موزه بریتانیا در استانبول به چاپ رسید. زان پس این مجموعه بارها در شیراز چاپ و منتشر شده‌است. در سال ۱۹۷۱ میلادی رساله‌ای تحقیقی به نام «ابواسحاق و فعالیت ادبی او» به وسیله منقد ادبی، عبدالغنی میرزایوف در شهر دوشنبه منتشر شد. برخی از پژوهندگان اروپایی مانند ادوارد براون و یان ریپکا در آثار خود، شرح حال او را آورده‌اند. ذبیح‌الله صفا نیز در کتاب تاریخ ادبیات در ایران، به تفصیل از احوال و اشعارش یاد کرده و می‌نویسد:
«... اوصاف سخن او خالی از بیان آرزوهای پنهانی طبقات محروم جامعه آن زمان و شاید خود شاعر نبوده و حتی در پشت پرده این "اوصاف اغذیه و اطعمه" گاه به بعضی از معاصرین خود می‌تاخته است...»
دیوان او شامل منظومه کنز الاشتها در ۱۰ فصل در شرح انواع خوراکی‌ها و شربت‌ها و میوه‌ها و حلواها... ، تعدادی قصیده به زبان فارسی، یک قصیده به زبان کردی و لری، ترجیع بند، منظومه مثنوی اسرار چنگال، یکصد غزل، مقطعات، رباعیات، فردیات و رسالات منثور، جنگ نامه مزعفر و بغرا (نوعی آش)، ماجرای برنج و بغرا، رساله خواب نامه و قصیده در مدح کجری (نوعی غذای هندی) است.
جنگ نامه مزعفروبغرا یکی از زیباترین و ابتکاری‌ترین آثار شیخ اطعمه است که در ۲۳۴ بیت در تتبع شاهنامه فردوسی و با همان وزن در ۱۵ باب سروده. این منظومه با شرح پیدایش برنج و همنشینی آن با گوشت و روغن و زعفران و تبدیل شدن آن به مزعفر آغاز می‌شود و سپس با معرفی بقیهٔ طعام‌ها به عنوان خدم و حشم مزعفر ادامه می‌یابد. داستان با پیدا شدن بغرا شکل دیگری به خود می‌گیرد مزعفر از بغرا خراج می‌طلبد وبغرا سرپیچی می‌کند. این نا فرمانی منجر به جنگ می‌شود در بخش‌های بعدی منظومه تصویر سلاح پوشیدن‌ها وصف آرایی‌ها و وساطت نان برای جلوگیری از جنگ و در گرفتن جنگ و پراکنده شدن خوراکی‌ها به زیبایی ترسیم و توصیف شده‌است و سرانجام به بهره گرفتن ابواسحاق از این نعمت‌های فراوان پراکنده به پایان رسیده‌است. نکته جالب توجه و حائز اهمیت در این منظومه تنها در موضوع لشکرکشی یا سروده شدن منظومه به وزن شاهنامه نیست بلکه اهمیت مطلب در این است که ابواسحاق هر یک از طعام‌ها را در مقابل قهرمانان شاهنامه و به منزله مردان جنگی تصویر کرده و شخصیت آنان و طرز بیانشان را نیز با شخصیت‌ها و گفتاری‌های شاهنامه سازگار نموده است و این کار بدیع است.

## استقبال از اشعار سعدی، حافظ، فردوسی، سلمان ساوجی و شاه نعمت‌الله
| رفیق مهربان و یار همدم |  | همه‌کس دوست می‌دارند و من‌هم |

سعدی
| برنج زرد و مرغ و قند باهم  |  | همه‌کس دوست می‌دارند و من‌هم    |
| زحلوا زله می‌بستند زین پیش  |  | نه این بدعت من آوردم به عالم |
| اگر گویی که میل کشککم نیست |  | من این دعوی نمی‌دارم مسلم     |
| وگر گوئی که صفرائی مزاجم   |  | مسلم دارمت والله واعلم       |
| در آن‌دم وصف نان می‌گفت بسحق |  | که از گندم حذر می‌کرد آدم     |

ابواسحاق
| مقام امن و می بیغش و رفیق شفیق |  | گرت مدام میسر شود زهی توفیق |

حافظ
| برنج زرد پر از روغن و رفیق شفیق    |  | اگر حلاوه بود در برش زهی توفیق       |
| ببر زدنبه بریان نواله‌ای امروز      |  | که در کمینگه عمرند قاطعان طریق       |
| چنان فرو برم انگشت‌ها به قعر برنج   |  | که دیده خیره بماند در آن چو بحر عمیق |
| شده‌ست مرغ مسمی به بحر روغن غرق     |  | بیار کشتی صحن و بگیر دست غریق        |
| به نزد قلیه‌برنج این طعام‌ها هیچ است |  | هزاربار من این نکته کرده‌ام تحقیق     |
| کماج گرم به دست‌آر و یخنی، ای بسحاق |  | که هرکجا که رَوی، مثل این‌دو نیست رفیق |

ابواسحاق
| مزرع سبز فلک دیدم و داس مه نو |  | یادم از کشته خویش آمد و هنگام درو |

حافظ
| طبق پهن فلک دیدم و کاس مه نو      |  | گفتم ای عقل به ظرف تهی از راه مرو  |
| اگرم گندم بغرا نبود، بفروشم       |  | خرمن مه به جُوی، خوشهٔ پروین به دوجو |
| دست بر دنبه بریان زن و یخنی بگذار |  | سخن پخته همین است، نصیحت بشنو      |

بسحق
| آن شمع‌ها که در دل بسحاق برفروخت |  | از رهگذار نور برنج شماله بود |

بسحق
| من آن نی‌ام که زحلوا عنان بگردانم |  | که تَرکِ صحبت شیرین نه کار فرهاد است |
| حسد چه می‌بری ای کاسه‌لیس بربسحاق  |  | برنج زرد و عسل، روزی خدادادست      |

بسحق
| عشق یخنی دل ما برده به یغما امروز |  | مطبخی، خیز و برو دیگ کلان نِه بربار |

بسحق
| چو نعمت نماند به کس پایدار       |  | همان به که آشی بود یادگار      |
| به شهنامه گر مدح گبران بود       |  | به دیوان ما وصف بریان بود      |
| درآنجا اگر پهلوان رستم است       |  | مُزَعفَر به مردی چه از وی کم است؟ |
| چه رستم، چه بیژن، چه این و چه آن |  | دوانند، سرگشته از بهر نان      |

بسحق
| هردل که درهوای هوایت مجال یافت |  | عنقای همتش دوجهان زیربال یافت |

سلمان ساوجی
| مرغی که در میان مزعفر مجال یافت    |  | شهباز طالعش دو جهان زیر بال یافت     |
| خوش وقت آن برنج که در خوان صوفیان  |  | با قند و لحم و روغن و نان اتصال یافت |
| هر کوشمیم کله شنید و نسیم نان      |  | از بوی عود و نکهت عنبر ملال یافت     |
| بورک در آنمیان که خمیر زواله بود   |  | در آرزوی قلیه بسی کو شمال یافت       |
| شلغم برای رشته زدست پیازتر         |  | چندین ملال دید و بآخر وصال یافت      |
| بسحاق از آن که نعمت رزاق عزیز یافت |  | روزی شدش که گفته اوکمال یافت         |

بسحق
| آنان که خاک را بنظر کیمیا کنند |  | آیا بود که گوشه چشمی بما کنند |

حافظ
| کیپاپزان سحر که سرکله واکنند       |  | آیا بود که گوشه چشمی بما کنند    |
| حیران درآن زربن دندان کله‌اند       |  | آنان که خاک را بنظر کیمیا کنند   |
| چون دنبه را ز صحبت سختو کز بر نیست |  | آن به که کار دنبه بسختو رها کنند |
| در دم نمی‌شود زبن و ماش و سرکه به   |  | باشد که از مزعفر و قندش دوا کنند |
| کز اشتها به شعر منت شد عجب مدار    |  | کین گشنگان حدیث غذا خوش ادا کنند |
| دیوانکی ز کله بسحاق کی رود         |  | وقتی که دنبه بره در زیره با کنند |

بسحق
| مائیم کز جهان همه دل برگرفته‌ایم |  | جان داده‌ایم و دامن دلبر گرفته‌ایم |

شاه نعمت‌الله
| از قلیه دل بخون جگر برگرفته‌ایم    |  | جان داده‌ایم و صحن مزعفر گرفته‌ایم |
| کردیم ترک کله بریان هزار بار      |  | از بهر دنبه اش همه از سرگرفته‌ایم |
| تا خورده‌ایم قلیه برنج قلندران     |  | جا در وثاق پیر قلندر گرفته‌ایم    |
| ما در حضور کرده گندم هزار بار     |  | بریان براه سبزی و کنگر گرفته‌ایم  |
| صد بار از زر کزر و جوهر نخود      |  | خاتون رشته در زر و زیور گرفته‌ایم |
| قرص پنیر بر رخ نان چو آفتاب       |  | گرما گرفته‌ایم چه درخور گرفته‌ایم  |
| (بسحاق) تا حدیث توشد فاش همچو قند |  | ما کوشها ز شعر مکرر گرفته‌ایم     |

بسحق

## پایان زندگی
بسحق بین سال‌های ۸۲۷ و ۸۳۸ هجری قمری در شیراز درگذشت. آرامگاه وی در صحن چهل‌تنان در یک کیلومتری شمال زیارتگاه حافظ می‌باشد.